# Jacob van Mosscher

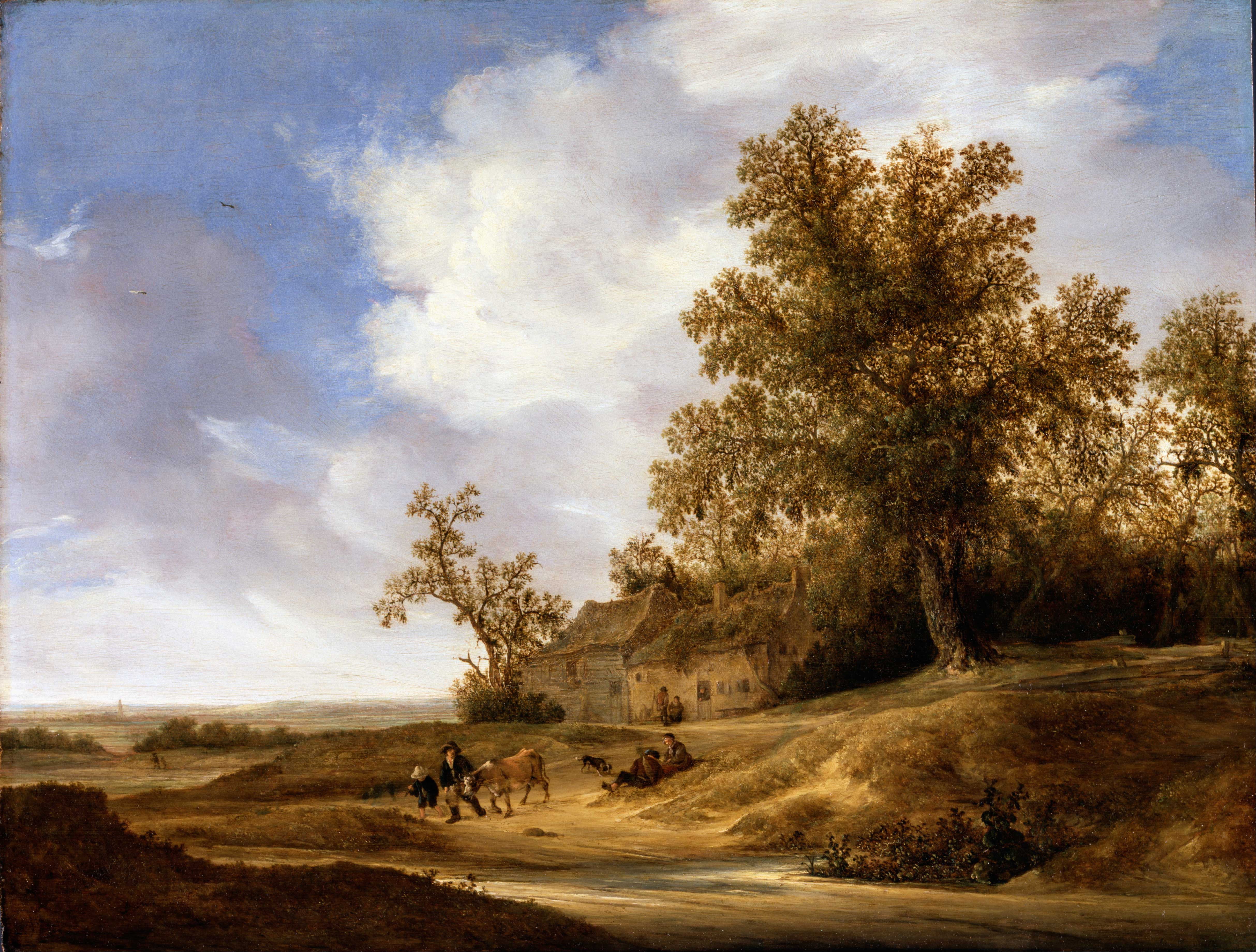
Weg met huizen, Hollands landschap

Jacob van Mosscher (ca. 1605 - na 1650) was een Nederlands kunstschilder en tekenaar uit de periode van de Gouden Eeuw. Hij vervaardigde uitsluitend landschappen.
Over het leven van Van Mosscher is weinig bekend. De genoemde geboorte- en overlijdensdata zijn slechts bij benadering. Hij werkte waarschijnlijk in Haarlem en was in elk geval actief in de periode 1635 - 1645.